# Wurmberg-Possenberg
Das Naturschutzgebiet Wurmberg-Possenberg liegt auf dem Gebiet des unterfränkischen Landkreises Bad Kissingen westlich von Poppenlauer.
Unweit vom westlichen und südlichen Rand des Gebietes fließt das Talwasser, ein  linker Zufluss der Lauer. Westlich verläuft die St 2445 und nordwestlich die B 287, östlich verlaufen die A 71 und die St 2281. Westlich erstrecken sich – von Norden nach Süden – die Naturschutzgebiete Naturwaldreservat Dianensruh (21,33 ha), Naturwaldreservat Dachsbau (27,01 ha) und Grundwiese (Hornwiese) (2,33 ha).

## Bedeutung
Das 201,8 ha große Gebiet mit der Nr. NSG-00042.01 wurde im Jahr 1941 unter Naturschutz gestellt.